# 科尔萨维
科尔萨维（法語：Corsavy，法語發音：[kɔʁsavi] ⓘ）是法国东比利牛斯省的一个市镇，位于该省南部，属于塞雷区。

## 地理
科尔萨维（42°28'0"N, 2°34'44"E）面积47.02 平方千米，位于法国奧克西塔尼大區东比利牛斯省，该省份为法国大陆部分最南部的省份，涵盖了北加泰罗尼亚，北起奥德省，西接阿列日省和安道尔，南与西班牙接壤，东临地中海。
与科尔萨维接壤的市镇（或旧市镇、城区）包括：拉巴斯蒂德、圣马萨尔、托利斯、蒙博洛、泰克河畔阿尔勒、蒙费雷、勒泰克、卡斯泰伊、瓦尔马尼亚。
科尔萨维的时区为UTC+01:00、UTC+02:00（夏令时）。

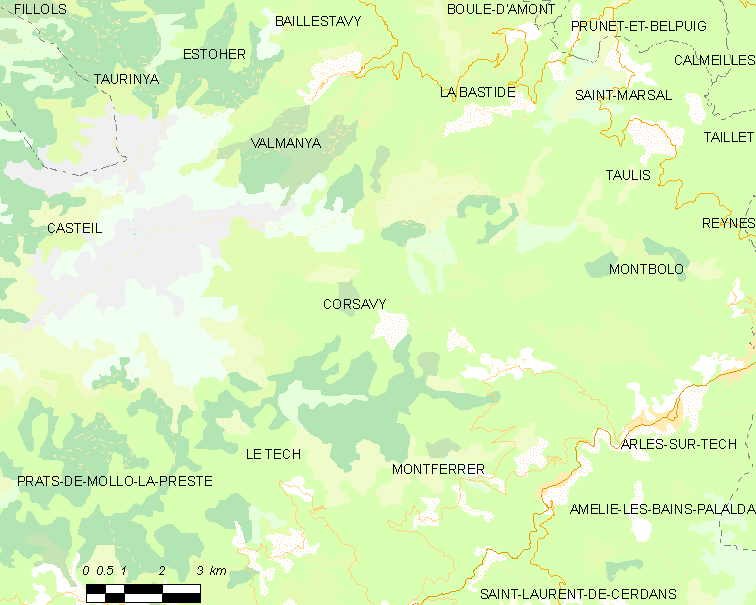
科尔萨维的OSM定位图

## 行政
科尔萨维的邮政编码为66150，INSEE市镇编码为66060。

## 政治
科尔萨维所属的省级选区为勒卡尼古县。

## 人口

1962-2008年间科尔萨维人口变化图示

科尔萨维于2022年1月1日时的人口数量为247人。